# Stelvio
Stelvio (németül: Stilfs) település Olaszországban, Bolzano autonóm megye nyugati részén, a Vinschgau (Val Venosta) völgyben. Lakosainak száma 1136 fő (2023. január 1.). Stelvio Bormio, Lasa (Dél-Tirol), Martello, Prato allo Stelvio, Tubre, Valfurva és Val Müstair községekkel határos. A Stilfs-hágó (Stilfser Joch / Passo Stelvio) névadója.

## Népesség
A település népességének változása:
| Lakosok száma | 1138 | 1150 | 1136 |
|               | 2017 | 2018 | 2023 |